# McNabb Iron Works
McNabb Iron Works war ein US-amerikanischer Hersteller von Automobilen.

## Unternehmensgeschichte
Das Unternehmen hatte seinen Sitz in Atlanta in Georgia. A. W. Keating war Präsident und M. W. Lord Schatzmeister. Sie stellten 1910 mehrere Automobile her, die als Billy Four vertrieben wurden.

## Fahrzeuge
Im Angebot stand das Model 1. Ein Vierzylindermotor mit Thermosiphonkühlung und 20 PS Leistung trieb über ein Zweigang-Planetengetriebe und eine Kardanwelle die Hinterachse an. Das Fahrgestell hatte 224 cm Radstand. Der Roadster bot Platz für zwei Personen. Er wog rund 500 kg. Der Neupreis betrug 500 US-Dollar. Zum Vergleich: Das billigste Ford Modell T kostete in dem Jahr 900 Dollar.